# Блакитна агава
Блакитна агава (Agave tequilana) — один з видів агави, що широко використовується в сільському господарстві для виробництва алкогольного напою текіли.

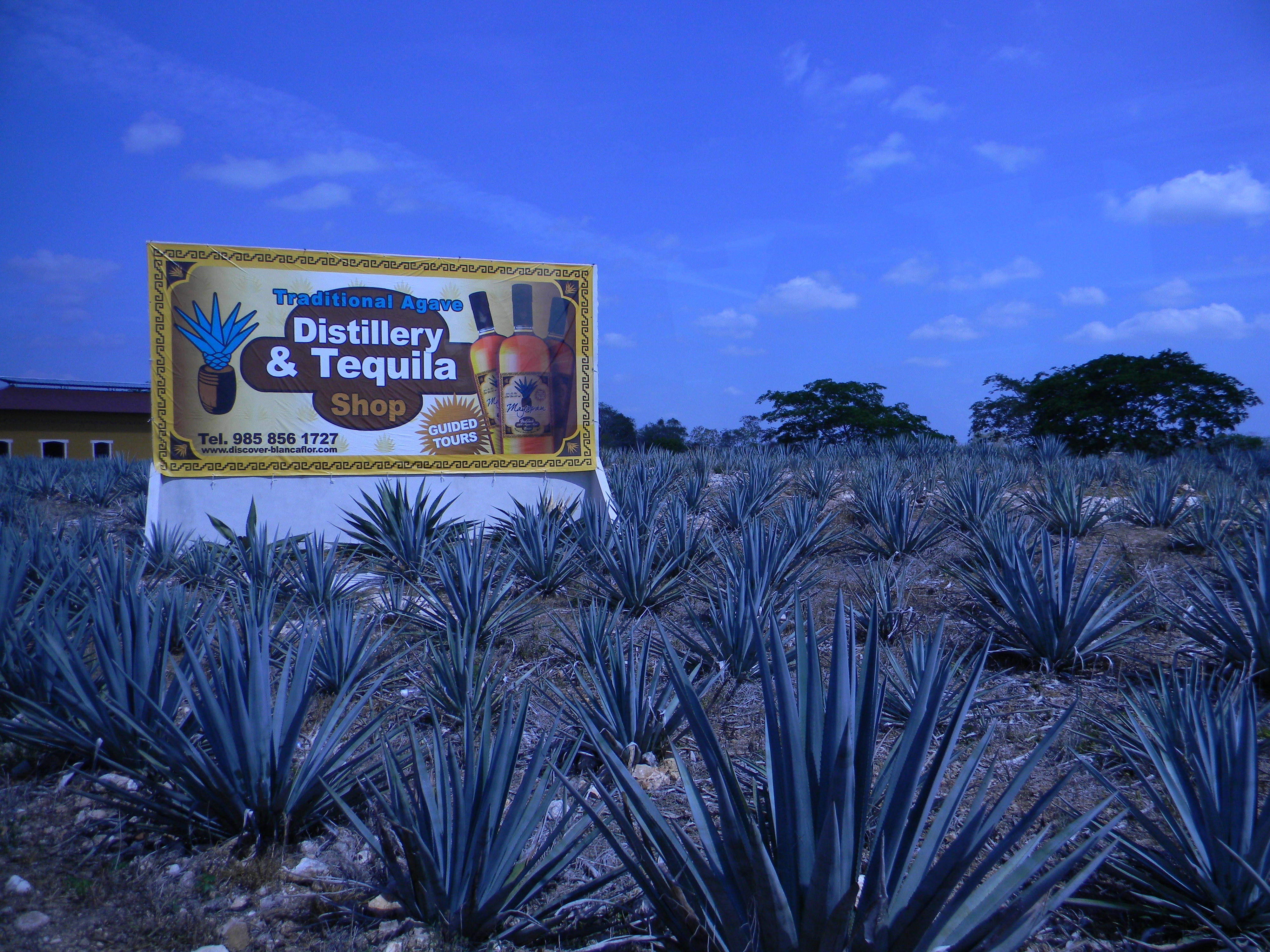
Плантація блакитної агави, що йде на виробництво текіли

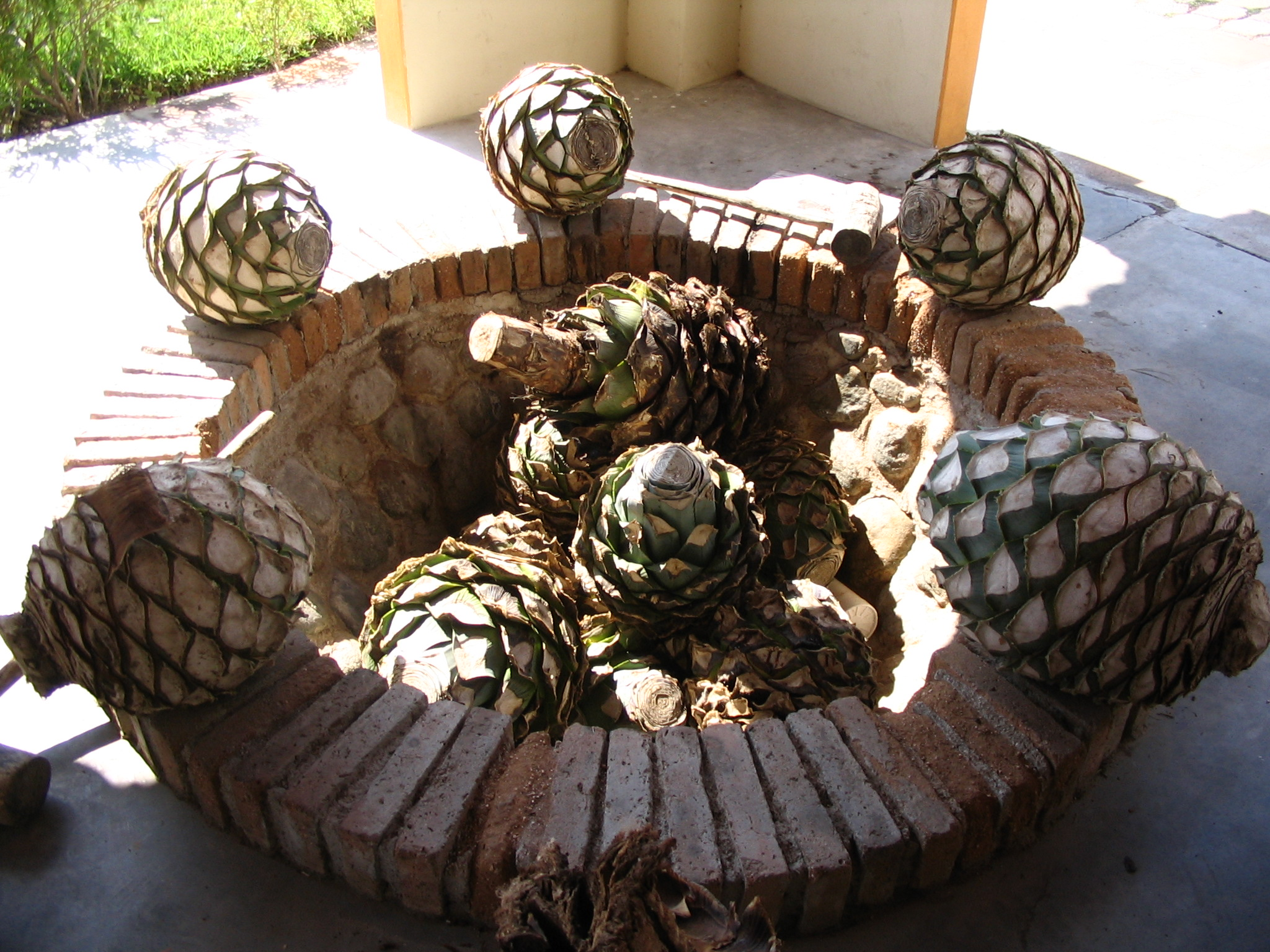
Серцевина блакитної агави перед нагріванням для видалення соку

Найвищого розвитку культура вирощування агави досягла в штаті Халіско, Мексика, перш за все в районі міста Текіла. Блакитна агава росте і в дикому вигляді, але значно відрізняється за своїми характеристиками від домашнього різновиду.

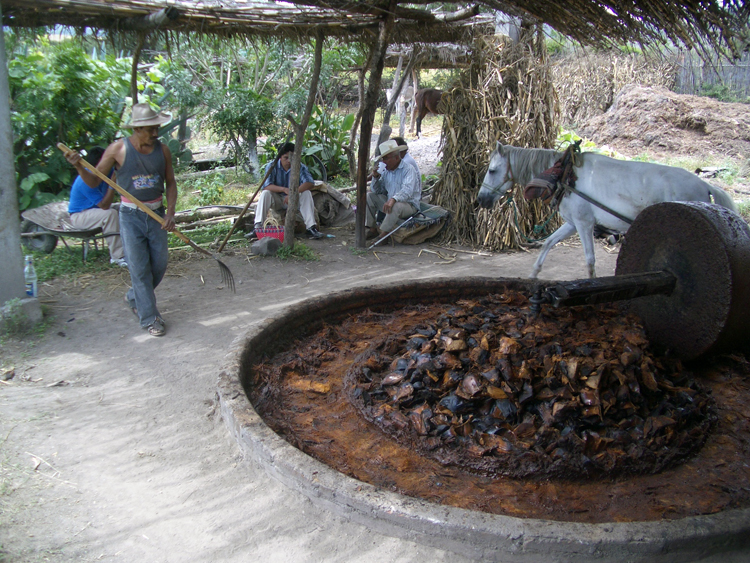
Дроблення раніше спеченої серцевини агави за допомогою молотильного котка

Дикий різновид блакитної агави виростає на заході Мексики в умовах сухого тропічного клімату на висоті понад 1500 м над рівнем моря, віддаючи перевагу червоноземам з високим вмістом піску. І одомашнений, і дикий різновиди починають свій життєвий цикл періодом інтенсивного росту як сукулентна (посухостійка) рослина з типовим для агави довгим, м'ясистим стрілоподібним листям, що досягає в довжину понад 2 м. У диких агав по досягненню п'ятирічного віку з'являється пагін завдовжки близько 5 метрів, увінчаний суцвіттям з жовтих квіток. Квітки запилюються вночі кажанами Leptonycteris nivalis, а потім на їхньому місці визрівають кілька тисяч насінин. Після цього дика рослина відмирає.
У одомашнених різновидів пагін з бутонами зазвичай видаляється для того, щоб ріст серцевини продовжувався, а видалений пагін садиться в землю для пророщування. Подібна методика вегетативного розмноження (безстатевого розмноження без природного запилення) привела до того, що сучасні одомашнені рослини мають набагато менше генетичне різноманіття, ніж дикі форми. Цей факт у свою чергу привів до зниження імунітету домашньої агави.
В результаті хвороб та збільшення обсягів виробництва, культивування блакитної агави в Халіско на початку 21 століття опинилося під загрозою, її хвороби зазвичай відомі як TMA (tristeza y muerte de agave — «зав'ядання та смерть агави»). Станом на 2002, було вражено понад 23 % рослин у штаті. Багато з цих хвороб переносяться довгоносиком Scyphophorus acupunctatus. Крім того, поширений грибок Thielaviopsis paradoxa, що запобігає утворенню коріння молодими рослинами. У 2004 році було знайдено кілька нових патогенів, таких як Pectobacterium carotovorum, Enterobacter agglomerans, Pseudomonas mendocina і Serratia sp., що відповідають за гниття тканин рослини.